# Râul Bolo
Râul Bolo este un curs de apă, afluent al râului Șumuleul Mare. 

## Hărți
- Harta Județul Harghita